# Statistiche e record di Pancho Gonzales

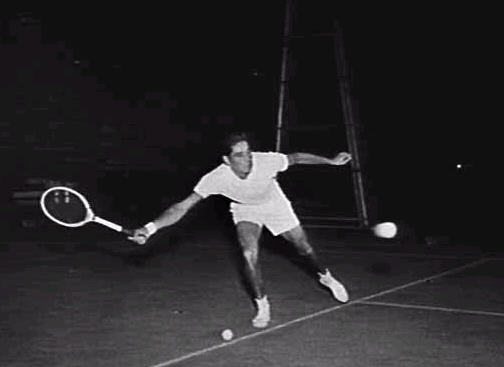
Pancho Gonzales nel 1954

In questa pagina sono riportate le statistiche e i record realizzati da Pancho Gonzales durante la sua carriera tennistica.

## Statistiche

### Singolare

#### Titoli vinti per anno
| Amatore | Amatore | Amatore | Professionali | Professionali | Professionali | Professionali | Professionali | Professionali | Professionali | Professionali | Professionali | Professionali | Professionali | Professionali | Professionali | Professionali | Professionali | Professionali | Professionali | Professionali | Era Open | Era Open | Era Open | Era Open | Era Open | Era Open | Totali |
| 1947    | 1948    | 1949    | 1950          | 1951          | 1952          | 1953          | 1954          | 1955          | 1956          | 1957          | 1958          | 1959          | 1960          | 1961          | 1962          | 1963          | 1964          | 1965          | 1966          | 1967          | 1968     | 1969     | 1970     | 1971     | 1972     | 1973     | Totali |
| 0       | 8       | 9       | 2             | 1             | 5             | 3             | 27            | 4             | 6             | 5             | 8             | 5             | 1             | 5             | 0             | 0             | 5             | 4             | 4             | 1             | 2        | 2        | 1        | 3        | 3        | 0        | 114    |

#### Grande Slam

##### Vinte (2)
| Anno | Torneo           | Superficie | Avversario in finale | Punteggio                 |
| 1948 | US Championships | Erba       | Eric Sturgess        | 6–2, 6–3, 14–12           |
| 1949 | US Championships | Erba       | Ted Schroeder        | 16–18, 2–6, 6–1, 6–2, 6–4 |

##### Sconfitte (0)
Nessuna finale persa

#### Pro Slam

##### Vinte (14)
| Anno | Torneo                  | Superficie | Avversario in finale                                                       | Punteggio                        |
| 1950 | Wembley Pro             | Indoor     | Welby Van Horn                                                             | 6–3, 6–3, 6–2                    |
| 1951 | Wembley Pro             | Indoor     | Pancho Segura                                                              | 6–2, 6–2, 2–6, 6–4               |
| 1952 | Wembley Pro             | Indoor     | Jack Kramer                                                                | 3–6, 3–6, 6–2, 6–4, 7–5          |
| 1953 | US Pro                  | Indoor     | Don Budge                                                                  | 4–6, 6–4, 7–5, 6–2               |
| 1954 | US Pro                  | Indoor     | Frank Sedgman                                                              | 6–3, 9–7, 3–6, 6–2               |
| 1955 | US Pro                  | Indoor     | Pancho Segura                                                              | 21–16, 19–21, 21–8, 20–22, 21–19 |
| 1956 | Wembley Pro             | Indoor     | Frank Sedgman                                                              | 4–6, 11–9, 11–9, 9–7             |
| 1956 | US Pro                  | Indoor     | Pancho Segura                                                              | 21–15, 13–21, 21–14, 22–20       |
| 1957 | US Pro                  | Indoor     | Pancho Segura                                                              | 6–3, 3–6, 7–5, 6–1               |
| 1957 | Tournament of Champions | Erba       | Frank Sedgman                                                              | 5–7, 7–5, 3–6, 6–3, 6–3          |
| 1958 | US Pro                  | Indoor     | Lew Hoad                                                                   | 3–6, 4–6, 14–12, 6–1, 6–4        |
| 1958 | Tournament of Champions | Erba       | Ken Rosewall Pancho Segura Rex Hartwig Tony Trabert Lew Hoad Frank Sedgman | Round robin                      |
| 1959 | US Pro                  | Indoor     | Lew Hoad                                                                   | 6–4, 6–2, 6–4                    |
| 1961 | US Pro                  | Indoor     | Frank Sedgman                                                              | 6–3, 7–5                         |

##### Perse (7)
| Anno | Torneo                  | Superficie  | Avversario in finale | Punteggio               |
| 1951 | US Pro                  | Erba        | Pancho Segura        | 0–6, 6–8, 1–6           |
| 1952 | US Pro                  | Indoor      | Pancho Segura        | 6–3, 4–6, 6–3, 4–6, 0–6 |
| 1953 | Wembley Pro             | Indoor      | Frank Sedgman        | 1–6, 2–6, 2–6           |
| 1956 | French Pro              | Terra rossa | Tony Trabert         | 3–6, 6–4, 7–5, 6–8, 2–6 |
| 1959 | Tournament of Champions | Erba        | Lew Hoad             | 1–6, 7–5, 2–6, 1–6      |
| 1961 | French Pro              | Terra rossa | Ken Rosewall         | 6–2, 4–6, 3–6, 6–8      |
| 1964 | US Pro                  | Erba        | Rod Laver            | 6–4, 3–6, 5–7, 4–6      |

#### Titoli da dilettante (1948-1949)
| Anno              | Torneo                                              | Superficie     | Avversario in finale | Punteggio             |
| ----------------- | --------------------------------------------------- | -------------- | -------------------- | --------------------- |
| 11 gennaio 1948   | Dixie Championships, Tampa                          |                | Gardner Larned       | 2-6 3-6 6-2 7-5 6-2   |
| 25 gennaio 1948   | Florida State Championships, Orlando                |                | Enrique Buse         | 6-2 3-6 6-3 6-3       |
| 13 giugno 1948    | California State Championships, Berkeley            |                | Earl Cochell         | 1-6 10-8 6-3 6-4      |
| 27 giugno 1948    | New Jersey State Championships, Maplewood           |                | Don McNeill          | 6-3 4-6 2-6 6-4 6-0   |
| 11 luglio 1948    | Western Championships, Indianapolis                 | Terra rossa    | Jack Tuero           | 6-3 6-1 6-3           |
| 18 luglio 1948    | U.S. Men's Clay Court Championships, River Forest   | Terra rossa    | Nick Carter          | 7-5 6-2 6-3           |
| 7 agosto 1948     | Southampton Invitation, Southampton                 | Erba           | Budge Patty          | 6-3 6-0 6-3           |
| 19 settembre 1948 | U.S. National Championships, New York               | Erba           | Eric Sturgess        | 6-2 6-3 14-12         |
| 13 febbraio 1949  | Torneo di La Jolla, La Jolla                        |                | Ted Schroeder        | 6-2 6-8 9-7           |
| 20 febbraio 1949  | Los Angeles Metropolitan Championships, Los Angeles |                | Seymour Greenberg    | 6-1 8-6               |
| 26 marzo 1949     | US Indoors, New York                                | Parquet indoor | Bill Talbert         | 10-8 6-0 4-6 9-7      |
| 30 aprile 1949    | Ojai Valley Championships, Ojai                     |                | Bob Falkenburg       | 7-5 6-3               |
| 17 luglio 1949    | U.S. Men's Clay Court Championships, River Forest   | Terra rossa    | Frank Parker         | 6-1 3-6 8-6 6-3       |
| 23 luglio 1949    | Pennsylvania Lawn Tennis Championship, Haverford    | Erba           | Vic Seixas           | 6-4 6-1 6-0           |
| 14 agosto 1949    | Newport Casino Trophy, Newport                      | Erba           | Gardnar Mulloy       | 10-8 9-11 6-3 6-4     |
| 5 settembre 1949  | U.S. National Championships, New York               | Erba           | Ted Schroeder        | 16-18 2-6 6-1 6-2 6-4 |
| 18 settembre 1949 | Pacific Southwest Championships, Los Angeles        | Cemento        | Ted Schroeder        | 6-3 9-11 8-6 6-4      |

#### Titoli da professionista (1950-1967)
| Anno              | Torneo                                                  | Superficie     | Avversario in finale                                                         | Punteggio             |
| ----------------- | ------------------------------------------------------- | -------------- | ---------------------------------------------------------------------------- | --------------------- |
| 26 marzo 1950     | Philadelphia Pro Championships, Filadelfia              | Parquet indoor | Jack Kramer                                                                  | 7-5 6-3 6-4           |
| 28 marzo 1952     | Philadelphia Pro Championships, Filadelfia              | Parquet indoor | Pancho Segura Frank Kovacs Jack Kramer                                       | Doppio Round Robin    |
| 21 aprile 1952    | US Pro Hard Court Championships, Los Angeles            | Cemento        | Pancho Segura                                                                | 5-7 11-13 6-4 6-3 6-3 |
| 2 agosto 1952     | Slazenger Pro Championships, Scarborough                | Erba           | Pancho Segura                                                                | 15–13 6–3 6–3         |
| 27 agosto 1952    | Ostend Pro Championships, Ostenda                       | Terra rossa    | Don Budge Pancho Segura Dinny Pails                                          | Round Robin           |
| 31 agosto 1952    | Berlin Pro Championships, Berlino                       | Terra rossa    | Don Budge Pancho Segura Dinny Pails                                          | Round Robin           |
| 16 agosto 1953    | California State Pro Championships, Beverly Hills       | Cemento        | Don Budge                                                                    | 5-7 6-3 6-4           |
| 20 settembre 1953 | Canadian Pro Championships, Québec                      | Cemento        | Bobby Riggs                                                                  | 6-0 6-4 6-4           |
| 4 gennaio 1954    | Madison Square Garden Pro Championships, New York       | Parquet indoor | Pancho Segura                                                                | 7-9 6-4 6-4           |
| 12 gennaio 1954   | Norfolk Pro Championships, Norfolk                      |                | Pancho Segura                                                                | 8–5 (pro set)         |
| 13 gennaio 1954   | Charlottesville Pro Championships, Charlottesville      |                | Pancho Segura Frank Sedgman                                                  | Round Robin           |
| 15 gennaio 1954   | New Haven Pro Championships, New Haven                  |                | Pancho Segura                                                                | 9–7 (pro set)         |
| 17 gennaio 1954   | Buffalo Pro Championships, Buffalo                      |                | Frank Sedgman                                                                | 11–9 (pro set)        |
| 19 gennaio 1954   | Toronto Pro Championships, Toronto                      |                | Pancho Segura                                                                | 8–5 (pro set)         |
| 25 gennaio 1954   | Saint-Louis Pro Championships, Saint-Louis              |                | Frank Sedgman                                                                | 10–8 (pro set)        |
| 27 gennaio 1954   | Cincinnati Pro Championships, Cincinnati                |                | Pancho Segura                                                                | 9–7 (pro set)         |
| 30 gennaio 1954   | White Plains Pro Championships, White Plains            |                | Pancho Segura                                                                | 8–2 (pro set)         |
| 2 febbraio 1954   | Rochester Pro Championships, Rochester                  |                | Pancho Segura                                                                |                       |
| 3 febbraio 1954   | Albany Pro Championships, Albany                        |                | Pancho Segura                                                                | 10–8 (pro set)        |
| 8 febbraio 1954   | Ottawa Pro Championships, Ottawa                        |                | Pancho Segura                                                                | 8–6 (pro set)         |
| 9 febbraio 1954   | Ithaca Indoor Championships, Ithaca                     |                | Pancho Segura                                                                | 8–4 (pro set)         |
| 12 febbraio 1954  | Fort Wayne Indoor Championships, Fort Wayne             |                | Frank Sedgman                                                                | 28–26 (pro set)       |
| 14 febbraio 1954  | Kansas City Pro Championships, Kansas City              |                | Pancho Segura                                                                | 8–4 (pro set)         |
| 23 febbraio 1954  | Sacramento Pro Championships, Sacramento                |                | Pancho Segura                                                                | 8-3 (pro set)         |
| 3 marzo 1954      | San Antonio Pro Championships, San Antonio              |                | Pancho Segura                                                                |                       |
| 5 marzo 1954      | Dallas Pro Championships, Dallas                        |                | Pancho Segura                                                                | 8–3 (pro set)         |
| 20 marzo 1954     | New York Pro Championships, New York                    |                | Pancho Segura                                                                | 8–5 (pro set)         |
| 29 marzo 1954     | El Paso Pro Championships, El Paso                      |                | Pancho Segura                                                                | 10-8 (pro set)        |
| 4 aprile 1954     | Mexico Pro Championships, Città del Messico             |                | Frank Sedgman                                                                | 9–7 6–4               |
| 7 aprile 1954     | Oklahoma City Pro Championships, Oklahoma City          |                | Pancho Segura                                                                | 8–6 (pro set)         |
| 12 maggio 1954    | Grand Forks Pro Tennis Championships, Grand Forks       |                | Frank Sedgman                                                                |                       |
| 25 maggio 1954    | Palo Alto Pro Tennis Championships, Palo Alto           |                | Frank Sedgman                                                                | 8–4 (pro set)         |
| 13 giugno 1954    | US Pro Hard Court Championships, Los Angeles            |                | Pancho Segura                                                                | 6–4 4–6 2–6 6–2 6–4   |
| 30 luglio 1955    | Slazenger Pro Championships, Scarborough                | Erba           | Pancho Segura                                                                | 6-2 7-5 8-6           |
| 23 agosto 1955    | Ostend Pro Championships, Ostenda                       | Terra rossa    | Pancho Segura Ken McGregor Fred Perry                                        | Round Robin           |
| 3 luglio 1956     | Argentina Pro Championships, Buenos Aires               | Terra rossa    | Frank Sedgman                                                                | 7-9 6-2 6-1 7-9 10-8  |
| 16 luglio 1956    | Chicago Pro Championships, Chicago                      | Terra rossa    | Tony Trabert                                                                 | 6-3 5-7 6-2           |
| 5 agosto 1956     | Masters Pro Championships, Los Angeles                  | Cemento        | Frank Sedgman Pancho Segura Tony Trabert Rex Hartwig Jack Kramer             | Round Robin           |
| 26 settembre 1956 | Trophy of Champions, Milano                             | Terra rossa    | Frank Sedgman                                                                | 6-4 6-4 6-3           |
| 21 aprile 1957    | Bermuda Pro Championships, Hamilton                     | Terra rossa    | Pancho Segura                                                                | 7–9 6–4 6–3           |
| 24 maggio 1957    | San Francisco Pro Indoor Championships, San Francisco   |                | Tony Trabert                                                                 | 6-4 6-4               |
| 3 agosto 1957     | Masters Pro Championships, Los Angeles                  | Cemento        | Ken Rosewall Frank Sedgman Lew Hoad Dinny Pails Pancho Segura Tony Trabert   | Round Robin           |
| 26 maggio 1958    | Salt Lake City Pro Tennis Championships, Salt Lake City |                | Ken Rosewall                                                                 | 10–8 (pro set)        |
| 27 maggio 1958    | Boise Pro Tennis Championships, Boise                   |                | Ken Rosewall                                                                 | 8–4 (pro set)         |
| 28 maggio 1958    | Spokane Pro Tennis Championships, Spokane               |                | Tony Trabert                                                                 | 8–5 (pro set)         |
| 30 maggio 1958    | Vancouver Pro Tennis Championships, Vancouver           |                | Tony Trabert                                                                 | 8–2 (pro set)         |
| 2 giugno 1958     | Bakersfield Pro Championships, Bakersfield              | Cemento        | Pancho Segura                                                                | 8–6 (pro set)         |
| 3 giugno 1958     | Palo Alto Pro Championships, Palo Alto                  | Cemento        | Frank Sedgman                                                                | 8–6 (pro set)         |
| 8 febbraio 1959   | New South Wales Pro Championships, Sydney               | Erba           | Frank Sedgman                                                                | 7-5 6-4 0-6 6-4       |
| 14 giugno 1959    | Masters Pro Championships, Los Angeles                  | Cemento        | Lew Hoad Ashley Cooper Ken Rosewall Frank Sedgman Pancho Segura Tony Trabert | Round Robin           |
| 27 giugno 1959    | O'Keefe Pro Championships, Toronto                      | Cemento        | Frank Sedgman                                                                | 6-1 6-4 6-1           |
| 13 dicembre 1959  | New South Wales Pro Championships, Sydney               | Erba           | Lew Hoad                                                                     | 11-9 6–1 6–1          |
| 16 maggio 1960    | Tuscaloosa Pro Championships, Tuscaloosa                |                | Sam Giammalva                                                                | 6-1 6-4 6-4           |
| 20 agosto 1961    | Geneva Gold Trophy, Ginevra                             | Terra rossa    | Ken Rosewall                                                                 | 8-6 6-0               |
| 2 ottobre 1961    | Scandinavian Pro Indoor Championships, Copenaghen       |                | Alex Olmedo                                                                  | 4-6 7-5 8-6 7-5       |
| 7 ottobre 1961    | Milan Pro Championships, Milano                         | Terra rossa    | Ashley Cooper                                                                | 6–3 6–2               |
| 20 ottobre 1961   | Austrian Pro Indoor Championships, Vienna               | Parquet indoor | Barry MacKay                                                                 | 6-2 6-4 6-4           |
| 16 maggio 1964    | Pepsi-Cola World Pro Championships, Cleveland           | Erba           | Andrés Gimeno                                                                | 6–2 15–13             |
| 31 maggio 1964    | US Pro Indoor Championships, White Plains               |                | Ken Rosewall                                                                 | 5-7 3-6 10-8 11-9 8-6 |
| 21 luglio 1964    | Wembley Golden Racquet Pro Championships, Londra        |                | Lew Hoad                                                                     | 0–6 6–4 9–7           |
| 24 luglio 1964    | Knokke-Le-Zoute Pro Championships, Knokke-Le-Zoute      | Terra rossa    | Rod Laver                                                                    | 6–3 8–6               |
| 13 dicembre 1964  | Florida Pro Championships, Hollywood                    | Terra rossa    | Bernard Tut Bartzen                                                          | 6–4 8–6               |
| 23 gennaio 1965   | New South Wales Pro Championships, Sydney               | Erba           | Ken Rosewall                                                                 | 8–6 3–6 6–4           |
| 11 aprile 1965    | Florida Pro Championships, Orlando                      | Terra rossa    | Pancho Segura                                                                | 6–1 6–1               |
| maggio 1965       | CBS TV Pro Series, Dallas                               | Terra rossa    | Ken Rosewall                                                                 | 8–10 7–5 12–10        |
| 12 giugno 1965    | Greater Seattle Pro Championships, Seattle              |                | Rod Laver                                                                    | 6–3 6–4               |
| 12 febbraio 1966  | Florida Pro Championships, Hollywood                    | Terra rossa    | Warren Woodcock                                                              | 6–2 6–0               |
| 31 marzo 1966     | BBC2 Pro Championships, Wembley                         |                | Rod Laver                                                                    | 6–3 5–7 12–10         |
| 18 settembre 1966 | Birmingham Pro Classic, Birmingham                      | Terra rossa    | Crawford Henry                                                               | 6–2 7–5               |
| 4 dicembre 1966   | Hollywood Pro Challenge Cup, Hollywood                  | Terra rossa    | Rod Laver                                                                    | 6–4 6–2               |
| 13 maggio 1967    | Birmingham Pro Classic, Birmingham                      | Terra rossa    | Alan Mills                                                                   | 6–4 6–2               |

#### Titoli dall'inizio dell'Era Open
| Anno              | Torneo                                         | Superficie | Avversario in finale | Punteggio               |
| ----------------- | ---------------------------------------------- | ---------- | -------------------- | ----------------------- |
| 21 luglio 1968    | NTL Los Angeles Pro Championships, Los Angeles |            | Rod Laver            | 1–6 6–3 6–4             |
| 1º ottobre 1968   | Midland Pro Championships, Midland             |            | Roy Emerson          | 7-5 6-3                 |
| 28 settembre 1969 | Pacific Southwest Championships, Los Angeles   | Cemento    | Cliff Richey         | 6-0 7-5                 |
| 12 ottobre 1969   | Howard Hughes Open, Las Vegas                  | Cemento    | Arthur Ashe          | 6-0 6-2 6-4             |
| 17 maggio 1970    | Howard Hughes Open, Las Vegas                  | Cemento    | Rod Laver            | 6-1 7-5 5-7 6-3         |
| 9 maggio 1971     | Southern California Championships, Los Angeles | Cemento    | Jimmy Connors        | 6-4 4-6 6-1             |
| 26 settembre 1971 | Pacific Southwest Championships, Los Angeles   | Cemento    | Jimmy Connors        | 3-6 6-3 6-3             |
| 16 dicembre 1971  | Kingston Rothmans International, Kingston      | Cemento    | Clark Graebner       | 2-6 6-0 6-3 6-2         |
| 12 febbraio 1972  | Des Moines Open, Des Moines                    |            | Georges Goven        | 3-6, 4-6, 6-3, 6-4, 6-2 |
| 26 settembre 1972 | Southern California Championships, Los Angeles | Cemento    | Alex Olmedo          | 6–3 6–2                 |
| 14 dicembre 1972  | Jamaican International Championships, Kingston | Cemento    | Clark Graebner       | 6-3 6-4                 |

#### Tour professionistici
Singolare (1950–1961) : 11 tour
| Data                            | Tour | Classifica |
| Ottobre 1949– Giugno 1950       | World Pro Tour | 1) Jack Kramer 96–27 2) Pancho Gonzales 27–96 |
| Gennaio – Febbraio 1951         | Australian Pro Tour | 1) Pancho Gonzales 36–6 2) Dinny Pails 27–15 3) Frank Parker 14–28 4) Don Budge 9–33 |
| 3 gennaio – maggio 1954         | World Pro Tour (1) - Pancho Gonzales ha battuto Pancho Segura 30–21 (o 20) - Pancho Gonzales ha battuto Frank Sedgman 30–21 (o 20) - Pancho Gonzales ha battuto Don Budge?-1 | 1) Pancho Gonzales 2) Pancho Segura o Frank Sedgman o Don Budge |
| Novembre - dicembre 1954        | Australian Pro Tour | 1) Pancho Gonzales 2) Frank Sedgman o Pancho Segura 4) Ken McGregor |
| 9 dicembre 1955 – 3 giugno 1956 | World Pro Tour (2) Tour con scontri diretti negli Stati Uniti. | 1) Pancho Gonzales 74–27 2) Tony Trabert 27–74 |
| Novembre - dicembre 1956        | South African Tour | 1) Pancho Gonzales 9–4 2) Frank Sedgman 7–6 3) Tony Trabert 6–7 4) Rex Hartwig 4–9 |
| 14 gennaio - maggio 1957        | World Pro Tour (3) | 1) Pancho Gonzales 50–26 2) Ken Rosewall 26–50 |
| Gennaio - aprile (maggio) 1958  | World Pro Tour (4) | 1) Pancho Gonzales 51–36 2) Lew Hoad 36–51 |
| Febbraio - maggio 1959          | World Pro Tour (5) | 1) Pancho Gonzales 47–15 2) Lew Hoad 42–20 3) Ashley Cooper 21–40 4) Malcolm Anderson 13–48 |
| Gennaio - maggio 1960           | World Pro Tour (6) | 1) Pancho Gonzales 49–8 2) Ken Rosewall 32–25 3) Pancho Segura 22–28 4) Alex Olmedo 11–44 |
| 30 dicembre 1960 Aprile 1961    | World Pro Tour (7) Ci sono stati 47 incontri di round robin per le world series con 6 giocatori, seguiti da 28 testa a testa tra il numero 1 e il numero 2, e il numero 3 e il numero 4 per determinare il vincitore finale. Ken Rosewall si era preso un lungo periodo di vacanza e aveva giocato molto poco nella prima parte dell'anno. Era permesse le sostituzioni dei giocatori per infortunio nei round robin: - Pancho Gonzales da Pancho Segura - Lew Hoad da Tony Trabert, Ashley Cooper e Frank Sedgman | Round Robin: 1) Pancho Gonzales 33–14 2) Andrés Gimeno 27–20 3) Lew Hoad 24–23 4) Barry MacKay 22–25 5) Alex Olmedo 18–29 6) Butch Buchholz 16–31 Finali: 1) Pancho Gonzales 21–7 2) Andrés Gimeno 7–21 3) Frank Sedgman 15–13 4) Barry MacKay 13–15 |

## Risultati in progressione
| Sigla | Risultato               |
| ----- | ----------------------- |
| V     | Vincitore               |
| F     | Finalista               |
| SF    | Semifinalista           |
| O     | Oro olimpico            |
| A     | Argento olimpico        |
| SF    | Bronzo olimpico         |
| QF    | Quarti di Finale        |
| 4T    | Quarto turno            |
| 3T    | Terzo turno             |
| 2T    | Secondo turno           |
| 1T    | Primo turno             |
| RR    | Round Robin             |
| LQ    | Turno di qualificazione |
| A     | Assente                 |
| ND    | Non disputato           |

| Legenda superfici    |
| -------------------- |
| Cemento              |
| Terra battuta        |
| Erba                 |
| Superficie variabile |

|                         |                |                |                |                |                |                |                |                |                |                |                |                |                |                |                |                |                |                | Titoli  | V-S    | %Vittorie |
| Tornei del Grande Slam  | Dilettante     | Dilettante     | Dilettante     | Professionista | Professionista | Professionista | Professionista | Professionista | Professionista | Professionista | Professionista | Professionista | Era Open       | Era Open       | Era Open       | Era Open       | Era Open       | Era Open       | 2 / 17  | 44–15  | 74.58     |
| Tornei del Grande Slam  | 1947           | 1948           | 1949           | 1950 - 1967    | 1950 - 1967    | 1950 - 1967    | 1950 - 1967    | 1950 - 1967    | 1950 - 1967    | 1950 - 1967    | 1950 - 1967    | 1950 - 1967    | 1968           | 1969           | 1970           | 1971           | 1972           | 1973           | 2 / 17  | 44–15  | 74.58     |
| ----------------------- | -------------- | -------------- | -------------- | -------------- | -------------- | -------------- | -------------- | -------------- | -------------- | -------------- | -------------- | -------------- | -------------- | -------------- | -------------- | -------------- | -------------- | -------------- | ------- | ------ | --------- |
| Australian              | A              | A              | A              | Bannato        | Bannato        | Bannato        | Bannato        | Bannato        | Bannato        | Bannato        | Bannato        | Bannato        | Bannato        | 3T             | A              | A              | A              | A              | 0 / 1   | 2–1    | 66.67     |
| French                  | A              | A              | SF             | Bannato        | Bannato        | Bannato        | Bannato        | Bannato        | Bannato        | Bannato        | Bannato        | Bannato        | SF             | A              | A              | A              | A              | A              | 0 / 2   | 9–2    | 81.82     |
| Wimbledon               | A              | A              | 4T             | Bannato        | Bannato        | Bannato        | Bannato        | Bannato        | Bannato        | Bannato        | Bannato        | Bannato        | 3T             | 4T             | A              | 2T             | 2T             | A              | 0 / 5   | 10–5   | 66.67     |
| U.S.                    | 2T             | V              | V              | Bannato        | Bannato        | Bannato        | Bannato        | Bannato        | Bannato        | Bannato        | Bannato        | Bannato        | QF             | 4T             | 3T             | 3T             | 1T             | 1T             | 2 / 9   | 23–7   | 76.67     |
| Pro Slam                | Professionista | Professionista | Professionista | Professionista | Professionista | Professionista | Professionista | Professionista | Professionista | Professionista | Professionista | Professionista | Professionista | Professionista | Professionista | Professionista | Professionista | Professionista | 14 / 30 | 72–17  | 80,90     |
| Pro Slam                | 1950           | 1951           | 1952           | 1953           | 1954           | 1955           | 1956           | 1957           | 1958           | 1959           | 1960           | 1961           | 1962           | 1963           | 1964           | 1965           | 1966           | 1967           | 14 / 30 | 72–17  | 80,90     |
| French Pro              | ND             | ND             | ND             | ND             | ND             | ND             | F              | ND             | SF             | A              | A              | F              | A              | A              | SF             | A              | A              | A              | 0 / 4   | 7–4    | 63.64     |
| Wembley Pro             | V              | V              | V              | F              | ND             | ND             | V              | SF             | SF             | A              | A              | SF             | A              | A              | SF             | A              | A              | A              | 4 / 9   | 22–5   | 81.48     |
| U.S. Pro                | A              | 2nd            | F              | V              | V              | V              | V              | V              | V              | V              | A              | V              | A              | QF             | F              | SF             | A              | A              | 8 / 13  | 31–5   | 86.11     |
| Tournament of Champions | ND             | ND             | ND             | ND             | ND             | ND             | ND             | V              | V              | F              | ND             | ND             | ND             | ND             | ND             | ND             | ND             | ND             | 2 / 3   | 12–2   | 85.71     |
| Wimbledon Pro           | ND             | ND             | ND             | ND             | ND             | ND             | ND             | ND             | ND             | ND             | ND             | ND             | ND             | ND             | ND             | ND             | ND             | QF             | 0 / 1   | 0–1    | 0         |
| Totale:                 | Totale:        | Totale:        | Totale:        | Totale:        | Totale:        | Totale:        | Totale:        | Totale:        | Totale:        | Totale:        | Totale:        | Totale:        | Totale:        | Totale:        | Totale:        | Totale:        | Totale:        | Totale:        | 16 / 47 | 116–32 | 78,37     |